# Ceruleïta
La ceruleïta és un mineral de la classe dels fosfats. Va ser anomenada del llatí caeruleus (blau cel) en referència al seu color.

## Característiques
La ceruleïta és un arsenat d'alumini i coure de fórmula química Cu₂Al₇(AsO₄)₄(OH)13·11.5H₂O. Cristal·litza en el sistema triclínic en forma de varetes de 5 μm en cossos polsosos, compactes, argilosos i agregats esfèrics de fins a 10 cm.
Segons la classificació de Nickel-Strunz, la ceruleïta pertany a «08.DE: fosfats, amb cations només de mida mitjana, (OH, etc.):RO₄ = 3:1» juntament amb els següents minerals: senegalita, aldermanita, fluellita, bulachita, zapatalita, juanitaïta i iangreyita.

## Formació i jaciments
La ceruleïta es forma en la zona oxidada de dipòsits minerals polimetàl·lics rics en arsènic, és un producte post-mineria.
Va ser descoberta a la mina Emma Luisa, a Guanaco (Huanaco), Santa Catalina (Antofagasta, Xile). També ha estat descrita a Austràlia, França, els Estats Units, Grècia, Namíbia, Portugal, Sud-àfrica i el Regne Unit.